# Život je krásný (film, 1946)
Život je krásný (v originále It's a Wonderful Life) je americký dramatický fantasy film z roku 1946. Natočil jej režisér Frank Capra a vychází z povídky The Greatest Gift od Philipa Van Doren Sterna, jež je volně inspirována Vánoční koledou Charlese Dickense. Hlavní role ztvárnili James Stewart, Donna Reedová, Lionel Barrymore a Henry Travers. Hudbu složil Dimitri Tiomkin.
Film byl v pěti kategoriích neúspěšně nominován na Oscara, Frank Capra si odnesl Zlatého Glóba za režii. Nicméně i přes počáteční smíšené ohlasy je dnes považován za jeden z nejlepších filmů všech dob a zejména v USA se stal oblíbenou vánoční klasikou. Samotný Capra později prohlásil, že právě za tímto účelem snímek vznikl. Jedná se o oblíbený počin i hlavní hvězdy snímku, herce Jamese Stewarta.

## Děj
Snímek vypráví o životě bankéře George Baileyho, jenž se svou rodinou žije na fiktivním maloměstě Bedford Falls ve státě New York. I přes svou ztrátu sluchu na levém uchu již v raném věku, kdy zachraňoval mladšího bratra z ledového jezera, má mnoho snů a přání, například procestovat svět.
Ovšem den předtím, než se chystá vyrazit do světa, jeho otec znenadání zemře v důsledku mozkové mrtvice. Otcovu firmu Building and Loan nemá kdo převzít, leda snad hrabivý a hamižný pan Potter, který už i tak má na městečko obrovský vliv. To George nechce připustit, a tudíž se nakonec ujímá otcova podniku.
I přesto, že Georgův mladší bratr Harry vystudoval univerzitu místo George a našel si zde i manželku, samotnému Georgovi se také nevede zle. Společnost pod jeho vedením vzkvétá, vliv pana Pottera slábne a George se ožení se svou dávnou láskou Mary. Opraví společně zchátralý dům, usadí se v něm a mají čtyři děti.

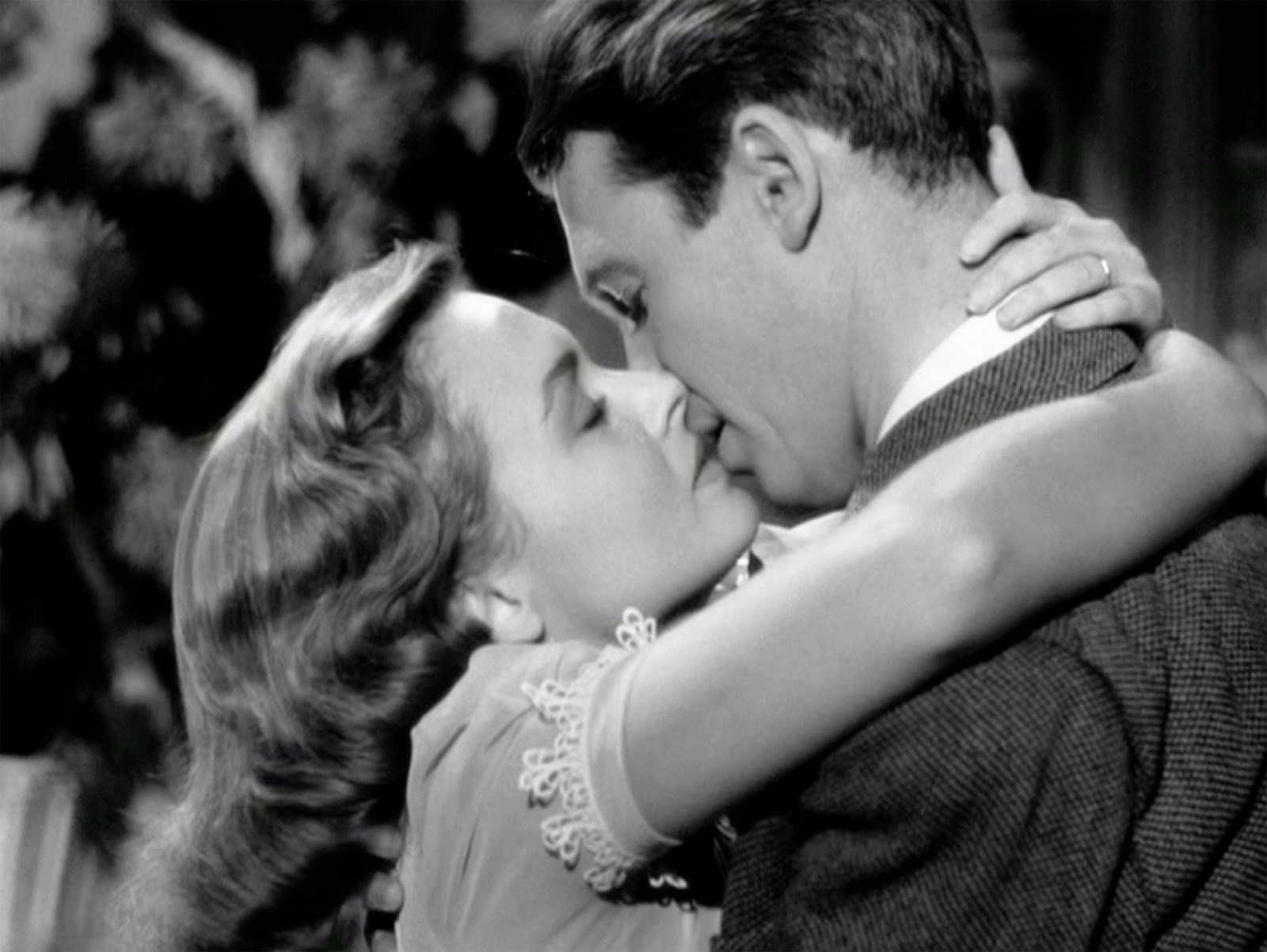
Donna Reedová a James Stewart jako manželé Baileyovi

Na Štědrý den ovšem Georgův společník ve firmě, strýček Billy, nešťastnou náhodou ztratí 8 000 dolarů v hotovosti. Ve stejný den přijde do společnosti inspektor, jenž v důsledku těchto událostí hodlá Building and Loan zavřít. To způsobí u George stav naprosté nouze. Pohádá se s vlastní rodinou, neúspěšně škemrá u Pottera o půjčku, opije se v místním baru a nakonec hodlá spáchat sebevraždu skokem z mostu.
V tu chvíli ovšem na Zem přichází strážný anděl druhé třídy, Clarence Odbody, nadpřirozený prvek filmu. Ten dostal za úkol nebohého George zachránit, což mu umožní stát se andělem první třídy a konečně získat křídla. 
Clarence tedy ukáže Baileymu, jak by svět vypadal, kdyby se George nikdy nenarodil. Z Mary by byla mrzutá stará panna, celé město (přejmenované na Pottersville) by ovládl zlomyslný pan Potter a tím i násilí a korupce. Harry Bailey by se tenkrát v zamrzlém jezeře utopil, neboť by tam nebyl jeho zachránce George. 
George Bailey zanedlouho pochopí význam své existence a, jakmile jej Clarence vrátí do reality, běží obejmout svou rodinu a strávit s nimi Vánoce. Kromě toho, když obyvatelé městečka slyšeli o stavu George, všichni se složili a nashromáždili velkou sumu peněz jako odplatu za vše dobrodiní, které jim tento slušný člověk udělal. A v neposlední řadě, anděl Clarence dosáhne svých vysněných křídel.

## Obsazení
| James Stewart    | George Bailey  |
| Donna Reedová    | Mary Hatch     |
| Lionel Barrymore | pan Potter     |
| Thomas Mitchell  | strýček Billy  |
| Henry Travers    | Clarence       |
| Beulah Bondi     | paní Baileyová |
| Frank Faylen     | Ernie          |
| Ward Bond        | Bert           |
| Gloria Grahame   | Violet         |
| Todd Karns       | Harry Bailey   |
| H. B. Warner     | pan Gower      |
| Frank Albertson  | Sam Wainwright |

## Výroba
Philip Van Doren Stern, autor krátké povídky The Greatest Gift (Největší dar), z níž film Život je krásný vychází, nemohl najít žádný časopis, který by ji publikoval, a proto ji poslal jako vánoční pohlednici svým přátelům. Díky kladnému ohlasu se následně dočkala nejen zveřejnění, ale i prodeje filmových práv společnosti RKO, která její zfilmování nabídla Franku Caprovi.

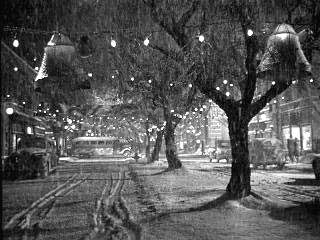
Zasněžené fiktivní městečko Bedford Falls

Natáčení probíhalo na filmovém ranči produkční společnosti RKO v losangeleském Encinu, kde bylo na ploše čtyř akrů postaveno fiktivní městečko Bedford Falls. Vzhledem k tomu, že nepostradatelnou úlohu ve filmu hraje sníh, který se v Kalifornii vyskytuje jen na vrcholcích hor, bylo nutné použití umělého sněhu. Do té doby hojně využívané obílené ovesné vločky byly dost hlučné, jejich použití by tedy vylučovalo použití kontaktního zvuku, na němž Capra trval. Proto přišli specialisté z trikového oddělení RKO s náhražkou tvořenou foamitem (chemická směs z hasicích přístrojů), mýdlem a vodou a za tento nápad byli oceněni zvláštním technickým Oscarem.

## Přijetí
Život je krásný je prvním snímkem Franka Capry natočeným po druhé světové válce, kterou režisér trávil jako dokumentarista (série sedmi propagandistických filmů Zač jsme bojovali), a známý tvůrce v něm chtěl apelovat na světlou stránku lidské povahy. Avšak v době své premiéry se snímek dočkal smíšeného přijetí odbornou kritikou a vlažného diváckého zájmu (po prvním uvedení v kinech byl prodělečný). Byl sice nominován na pět Oscarů (nejlepší film, režie, herec v hlavní roli – James Stewart, střih a zvuk), ale žádného nezískal v těžké konkurenci dalšího klasického díla Nejlepších léta našeho života Williama Wylera. Caprovi se ani dalšími filmy již nepodařilo navázat na skvělé úspěchy ze třicátých let. 
Zlom přišel v roce 1974, kdy vinou nepozorného úředníka nebyla obnovena autorská práva filmu a ten přešel do veřejného vlastnictví (tzv. volné dílo). Jakákoli televizní stanice, která měla k dispozici vysílací kopii, jej tedy mohla vysílat kdykoli a bezplatně. Film se brzy hluboce zapsal do povědomí diváků a stal se nepostradatelnou součástí vánočního vysílání nejen v USA. Caprův sen o tom, že právě toto bude jeho nejlepší film, se po letech naplnil.